# Zöldcsőrű bozótkakukk
A zöldcsőrű bozótkakukk (Centropus chlororhynchos) a madarak osztályának kakukkalakúak (Cuculiformes) rendjébe, ezen belül a kakukkfélék (Cuculidae) családjába tartozó faj.

## Rendszerezése
A fajt Edward Blyth angol ornitológus írta le 1849-ben.

## Előfordulása
A Srí Lanka délnyugati részén honos. Természetes élőhelyei a szubtrópusi és trópusi síkvidéki esőerdők. Nem vonuló faj.

## Megjelenése
Testhossza 43-46 centiméter.

## Természetvédelmi helyzete
Az elterjedési területe kicsi, egyedszáma 10 000 példány alatti és csökken. A Természetvédelmi Világszövetség Vörös listáján sebezhető fajként szerepel.

## További információ
- Képek az interneten a fajról
- Xeno-canto.org - a faj hangja és elterjedési területe